# Małgorzata Wójcik
Małgorzata Wójcik – polska biolog, doktor habilitowany nauk biologicznych.

## Życiorys
W 1997 r. ukończyła studia biologiczne, w 2001 r. obroniła pracę doktorską pt. Tolerancja na kadm Arabidopsis thaliana, Thlaspi caerulescens i Zea mays oraz ich użyteczność w fitoremediacji, której promotorem była prof. Anna Tukiendorf, w 2015 r. habilitowała się na podstawie pracy zatytułowanej Mechanizmy adaptacji wybranych gatunków roślin do wzrostu na hałdach cynkowo-ołowiowych.
Pracuje na Uniwersytecie Marii Curie-Skłodowskiej w Lublinie.